# Sandman (DC Comics)
Sandman (Hombre Arena en español) es el nombre de varios personajes ficticios que aparecen en los cómics publicados por DC Comics. Siete personajes han portado o servido con el nombre de "Sandman" siendo todos superhéroes. Han aparecido en historias de varios géneros, incluyendo el personaje detective Wesley Dodds, superhéroes como Garrett Sanford y Hector Hall, y personajes de fantasía mítica más comúnmente llamados por el nombre Sueño. El nombre del personaje deriva del folclore que se dice que trae sueños agradables a los niños, cada uno ha tenido alguna conexión temática con los sueños, y se han realizado esfuerzos para vincularlos en una continuidad común dentro del Universo DC.
Wesley Dodds es el primer personaje que lleva el nombre de Sandman. Ataviado con un traje verde, un sombrero de fieltro y una máscara de gas, el Sandman usa un arma que emite un gas adormecedor para sedar a los criminales. Él comienza como un "hombre misterioso", pero finalmente se convierte en un superhéroe más estándar, convirtiéndose en un fundador de la Sociedad de la Justicia de América. Más tarde usa arena y un soplete que podría usar para crear paredes rápidamente, y usa un traje morado y verde. Luego elegiría a un compañero, Sandy el chico de oro.

## Biografías de los personajes

### Wesley Dodds
Wesley Dodds es el primer personaje ficticio de DC Comics que lleva el nombre de Sandman. Ataviado con un traje verde, un sombrero de fieltro y una máscara de gas, el Sandman usa una pistola que emite un gas para dormir para sedar a los criminales. Él comienza como un "hombre misterioso", pero eventualmente se convierte en un superhéroe más estándar, convirtiéndose en uno de los fundadores de la Sociedad de la Justicia de América. Más tarde usa el nombre de Sand (arena) y un soplete que podría usar para crear paredes rápidamente, y usa un traje morado y verde. Luego elegiría a un compañero, Sandy el chico de oro.

### Garrett Sanford
El Sandman de 1970 fue creado por Joe Simon y Jack Kirby. En el n. °1 fue pensado como un cómic one-shot autoconclusivo, pero le siguieron otros cinco números y una historia adicional. Después del primer número, las historias fueron escritas por Michael Fleisher. Los segundos y terceros números fueron ilustrados por Ernie Chua. Las entintados fueron de Mike Royer y, en el sexto ejemplar, Wally Wood, ambos entintadores habituales de Kirby. Todas las portadas eran de Kirby, y el cuarto número destacaba su regreso al arte interior del cómic.
Este Sandman fue originalmente destinado a ser el Sandman real del mito popular, "eterno e inmortal", a pesar de su apariencia y aventuras de superhéroe. Sandman es ayudado por dos pesadillas vivientes llamadas Brute y Glob, a quienes libera de las cúpulas con la ayuda de un silbato mágico. Son molestias que piden liberación, que intentan combatir cuerpo a cuerpo, pero se supone que son relativamente inocuas y bien intencionadas una vez liberadas. Usando dispositivos de monitoreo de seguridad, Sandman puede ingresar a la "Corriente de Sueño" o a la "Corriente de la realidad" (en el que actúa como el superhéroe al que se parece), y lleva una bolsa de polvo soñado con la que puede hacer que cualquiera duerma y sueñe. La tarea principal del Sandman está protegiendo a los niños de los monstruos de pesadilla dentro de sus sueños, especialmente uno joven llamado Jed, que vive con su abuelo, Ezra Paulsen, así como para asegurar que los niños tengan un nivel adecuado de pesadillas en lugar de tratar con tales ansiedades en la vida real.
Implicado para ser uno de sus principales enemigos es Nightmare Wizard, que crea pesadillas que son demasiado extremas y que a veces matan a los niños que las sueñan. El Mago de la Pesadilla es un anciano que tiene un gran parecido con la forma de bruja de Eva. En ninguna de sus tres apariciones, el Nightmare Wizard sirve como un antagonista, pero los dos son claramente opuestos entre sí.
En la última aventura creada por Fleischer y Kirby (pensada para The Sandman #7 pero publicada en The Best of DC #22) incluso ayuda al legendario Santa Claus contra una amenazadora banda de Seal Men que están enojados por haberseles enviado regalos incorrectos durante la Navidad anterior.
Esta versión de Sandman solo apareció para algunos números y, por lo general, no se usó durante años. En una continuidad de Roy Thomas, apareciendo en Wonder Woman #300 (febrero de 1983), se revela que Sandman es el Dr. Garrett Sanford, un profesor de psicología de la UCLA que quedó atrapado en la Dimensión del Sueño mientras salvaba la vida de un gran hombre ( hay indicios de que es un presidente de EE. UU.), que estuvo en coma mientras era aterrorizado por un poderoso monstruo de pesadilla. Este problema, y la siguiente apariencia, notan por primera vez que sus apariciones fuera de la Dimensión del Sueño se limitaron estrictamente a una hora, porque ingresar físicamente a la Dimensión del Sueño era un proceso unidireccional, por lo que otros podían hacerle equipo, pero podía no ser sacados. A pesar de esto, Sanford intenta romance con Diana a pesar de su aceptación de la propuesta de matrimonio de Steve Trevor. El número también introdujo a Hippolyta Trevor (hija de los contrapartes de Diana y Steve Trevor), que más tarde se casaría con el sucesor de Sanford, Héctor Hall, y un personaje principal de la serie Vértigo como madre de Daniel Hall.
Sandman también se convierte en miembro honorario de Liga de la Justicia en Justice League of America Annual #1 (1983) (escrito por Paul Levitz y Len Wein), en el que lucharon contra el Doctor Destiny, que había atrapado a Sanford en un tubo como los utilizados para Brute y Glob, y eventualmente también a la Liga de la Justicia. No se menciona el rubí que perteneció a Morfeo en esta historia. Sanford rechazó una membresía completa porque no puede abandonar la dimensión del sueño por más de una hora a la vez.
Las últimas dos apariciones, y los usos posteriores del traje, presentaban un reloj de arena rojo en el frente del traje que no aparecía en el arte de Kirby (o Chua).
A menudo la serie era catalogada como demasiado juvenil, mientras que en Wonder Woman #300 hace referencia a los sueños sexuales y Sanford admite que observa los sueños de Diana de forma inapropiada.
Sandman, Jed, Brute y Glob, observados por Metron, aparecieron en un panel de Swamp Thing #62, el primer escrito de Rick Veitch en la serie.

### Hector Hall
En Infinity Inc. (mayo de 1988), se revela que Sanford se había vuelto loco debido a la soledad de la Dimensión del Sueño y se suicidó, y que Hector Hall (anteriormente el Escarabajo de Plata e hijo de Carter Hall) ahora ha suplantado el difunto Sanford convirtiéndose en el nuevo Sandman, y estaba, de hecho, usando el cuerpo de Sanford después de que el suyo fuera poseído por el Escarabajo de Plata.
En la historia de The Sandman (1990), se revela además que la Dimensión del Sueño era, de hecho, un pequeño universo en la mente de Jed Walker que fue creado por Brute y Glob (quienes fueron explicados como dos antiguos servidores de Sueño que habían escapado su reino durante la larga ausencia del Señor de los Sueños). Resulta que Hall realmente ha muerto algunos años antes, y que su encarnación como Sandman no es más que un caparazón que Sueño absorbe en otra parte cuando él derrota a las dos criaturas.
Hall continúa reencarnándose como Doctor Destino. Sus únicas apariciones como Sandman están en Infinity Inc. # 49-51, The Sandman vol. 2, # 11-12 y The Sandman Presents: The Thessaliad #2.
Ambush Bug usó brevemente el disfraz de Sanford/Hall en Ambush Bug Nothing Special #1, en un intento de convertirse en compinche de Sueño.
Esta semejanza de Sandman apareció, junto con Brute y Glob, en JSA # 63-64. Esta vez, el traje fue usado por Sandy Hawkins. Daniel Hall recuperó a Brute y Glob y nuevamente retiró el diseño de Kirby Sandman.

### Sueño
Sueño, también conocido como Morfeo, es uno de los siete seres arquetípicos conocidos como Los Eternos, que encarnan diversos aspectos de la existencia. Él es el personaje principal de la segunda serie de Sandman, escrita por Neil Gaiman. Sueño es la personificación de los sueños, la narración de historias y, porque los Eternos también representan lo opuesto a lo que personifican, la realidad. El "Sueño" creado por Gaiman se asemeja más al concepto de Sandman, ya que se lo representa en la mitología más que en un personaje tradicional de género superhéroe. En el curso de los arcos argumentales de Gaiman, se reconoce que los otros personajes de DC Sandman se derivaron de diversas maneras de Morfeo o sus actividades. Por ejemplo, los sueños proféticos de Wesley Dodds advirtiéndole de crímenes y desastres se explican como un intento de la realidad de llenar el vacío dejado por la ausencia de "Sueño" en su reino durante la mayor parte del siglo XX, mientras que la versión de Kirby de Sandman es el resultado de dos pesadillas tratando de manipular a un ser humano para cumplir ese mismo rol con la esperanza de que puedan controlar la nueva encarnación de Sueño.

### Daniel Hall
Daniel Hall, el hijo de Hector Hall, finalmente asume la identidad de "Sueño" cuando Morfeo muere. Él, al igual que Morfeo, es la encarnación de los sueños, la narración de cuentos y la realidad. Se refiere a sí mismo como simplemente "Sueño de lo infinito"; en El velatorio dice que no tiene derecho al nombre de "Morfeo", y que la parte de él que era el muchacho mortal Daniel Hall ya no existe.

### Sandy Hawkins
Algún tiempo después en las páginas de JSA #63-64, el presidente y heredero del legado de Sandman Sand (cuyo nombre es Sanderson Hawkins) es robado por Brute y Glob para asumir brevemente el papel de protector de la Dimensión del Sueño, de nuevo en el disfraz diseñado por Kirby. Eventualmente, el Dr. Fate (Hector Hall) y su esposa Lyta conducen un contingente de la JSA al rescate de Sand. Brute y Glob son abjurados a partes conocidas solo como "The Darkness". Este fragmento de la Dimensión del Sueño actualmente no se sabe que esté habitado.
Posteriormente, Sand adoptó oficialmente el nombre de Sandman y un disfraz inspirado en Wesley Dodds en el tercer volumen de Justice Society of America.

### Kieran Marshall
En la miniserie Sandman Mystery Theatre: Sleep of Reason, el fotoperiodista Kieran Marshall adquiere brevemente la identidad de Sandman para combatir a los terroristas en Afganistán, inspirado en una visita que Wesley Dodds realizó a la región poco antes de su muerte.

## Poderes y habilidades
- Sueños Proféticos: Debido a la entidad conocida como el Sueño, poseen el poder de los sueños proféticos. Sus sueños a menudo le parecían visiones crípticas y ambiguas, en el caso de Wesley, su intelecto le permitió interpretarlos adecuadamente. A través de un proceso desconocido, Wes le transfirió este poder a su antiguo pupilo, Sanderson Hawkins, en el momento de su propia muerte.
- Envejecimiento desacelerado: debido a los poderes que poseen, ganaron increíble juventud y vitalidad.

### Equipamiento
Entre los artefactos que estos utilizaron están las pistolas con gases durmientes, además de las máscaras de gas que era el objeto más común de la mayoría. Mucho más tarde en su carrera, Wesley Dodds inventó una Pistola Silicoide que podría producir y controlar arena en cualquier forma o estado. Podría crear paredes de cemento y esposas de vidrio. Trágicamente, el prototipo explotó y bombardeó a su compañero Sandy Hawkins con partículas de sílice radiactivas, que transformaron a Hawkins en una forma monstruosa. Dodds también inventó o adaptó una cámara transparente, en la que contenía a Hawkins, aparentemente en estado de coma inducido, durante varios años.

## En otros medios

### Televisión

#### Acción en vivo
- Un Sandman no relacionado apareció en los episodios de la serie Batman "The Sandman Cometh" y "The Catwoman Goeth" interpretado por Michael Rennie. Es un criminal internacional que usa arenas hipnóticas especiales para controlar a los sonámbulos para que cumplan sus órdenes. Bajo el alias del Dr. Somnambular, el colabora con Catwoman para robar la fortuna de J. Pauline Spaghetti.
- En la película televisiva de la serie Smallville, "Absolute Justice", Wesley Dodds fue Sandman y miembro de la Sociedad de la Justicia de América antes de que el grupo se viera obligado a disolverse.

#### Animado
- La versión de Sandy Hawkins de Sandman (Sanderson Hawkins) aparece en la serie animada Liga de la Justicia Ilimitada. El usa una máscara de gas y una 'pistola de gas' similar a la de su mentor. A parece en varios episodios haciendo breves cameos sin ningún diálogo, en el primer episodio "Iniciación" se le puede ver como uno de los muchos nuevos personajes que la Liga a reclutado, hace otras apariciones en "Cita Doble", "Choque", "Cuestión de autoridad", "Pánico en el Cielo" y en episodio "Divididos Caeremos" siendo esta su última aparición, en la tercera temporada no se le ve.[17]
- En el episodio de la serie Batman: The Brave and the Bold "¡Crisis 22,300 Miles Above Earth!", Wesley Dodds ayuda a la Sociedad de la Justicia de América y a la Liga de la Justicia en la batalla contra los hombres de Ra's al Ghul. El otro Sandman, Sandy Hawkins, se ve en el fondo de una de las escenas de la Atalaya.
- La versión Wesley Dodds de Sandman aparece en la serie Young Justice. Hace un cameo en el episodio 15 de la primera temporada "Humanity" y en el episodio 11 "Cornered" de la segunda temporada solo aparece como una estatua.[18]
- Wesley Dodds aparece en la serie DC Super Hero Girls en la Super Hero High School, durante el episodio "Welcome to Super Hero High", puede verse haciendo un breve cameo como uno de los muchos estudiantes.[19]

### Película

#### Animado
Sandman (Wesley Dodds) se puede ver entre Grifter y Lois Lane luchando contra las Amazonas y los Atlantes en la película animada Justice League: The Flashpoint Paradox.

### Videojuegos
En el videojuego Injustice: Dioses entre nosotros, el disfraz de Wesley Dodds se ve en el fondo del Salón de la Justicia, junto con el Dr. Destino, el Doctor Medianoche y Wildcat.

### juguetes
La figura de acción de Sandy Hawkins aparece en la línea de juegos de la Liga de la Justicia Ilimitada lanzada por Mattel, posteriormente fue confirmado que, efectivamente, se trata de Sand.